# Георг фон Вид
Георг фон Вид (на немски: Georg von Wied; † вер. 15 юни 1219 пред Дамиета) е от 1197 до 1219 г. граф на Вид.

## Биография
Той е най-възрастният син на граф Дитрих I († ок. 1200). Около 1197 г. баща му предава графството на синът си Георг и става монах в Цистерцианското абатство Хайстербах.
През 1210 и 1211 г. Георг фон Вид е с император Ото IV в Италия. През 1217 г. той участва в петия кръстоносен поход и е водещ заедно с граф Вилхелм I Холандски († 1222) и е убит вероятно на 15 юни 1219 г. пред Дамиета.
Георг е женен и няма деца. Последван е като граф от брат му Лотар фон Вид († 1244).